# تشارلز برات
تشارلز برات (بالإنجليزية: Charles Pratt)‏ هو شخصية أعمال أمريكي، ولد في 2 أكتوبر 1830 في وترتاون في الولايات المتحدة، وتوفي في 4 مايو 1891.